# 敦賀港
敦賀港（つるがこう）は、福井県敦賀市の敦賀湾に位置する港湾である。港湾管理者は福井県。港湾法上の重要港湾、港則法上の特定港に指定されている。
開港当初からの本港地区（ほんこうちく）と敦賀市鞠山（まりやま）地区に埋め立てで整備された新港地区（しんこうちく）に分けられる。

## 歴史
三方を山に囲まれた天然の良港であり、古代から栄え渤海使のために松原客館が置かれていた。鎌倉時代にはやや衰退したと考えられるが、戦国時代には朝倉氏の保護を受けて再興された。さらに朝倉氏を破った織田信長やその事実上の後継者である豊臣秀吉らによって日本全国が平定された安土桃山時代には、全国的に海運が盛んになったことから発展し、ここを拠点とする豪商も生まれた。江戸時代初期には北陸地方などからの米等を運んできた船が多く入港したが、中期には西廻り航路の開発により一時的に停滞する。しかし、米に代わって、関西地方や琉球王国向けの北海道のニシンや昆布などが主要な物産として活気をもたらした。幕末の1858年（安政年間）には大野藩所有の西洋式帆船「大野丸」が母港とし、1882年（明治15年）の鉄道開通は港に更なる繁栄をもたらし、1892年（明治25年）には北前船の船主であった大和田荘七によって大和田銀行が創立された。

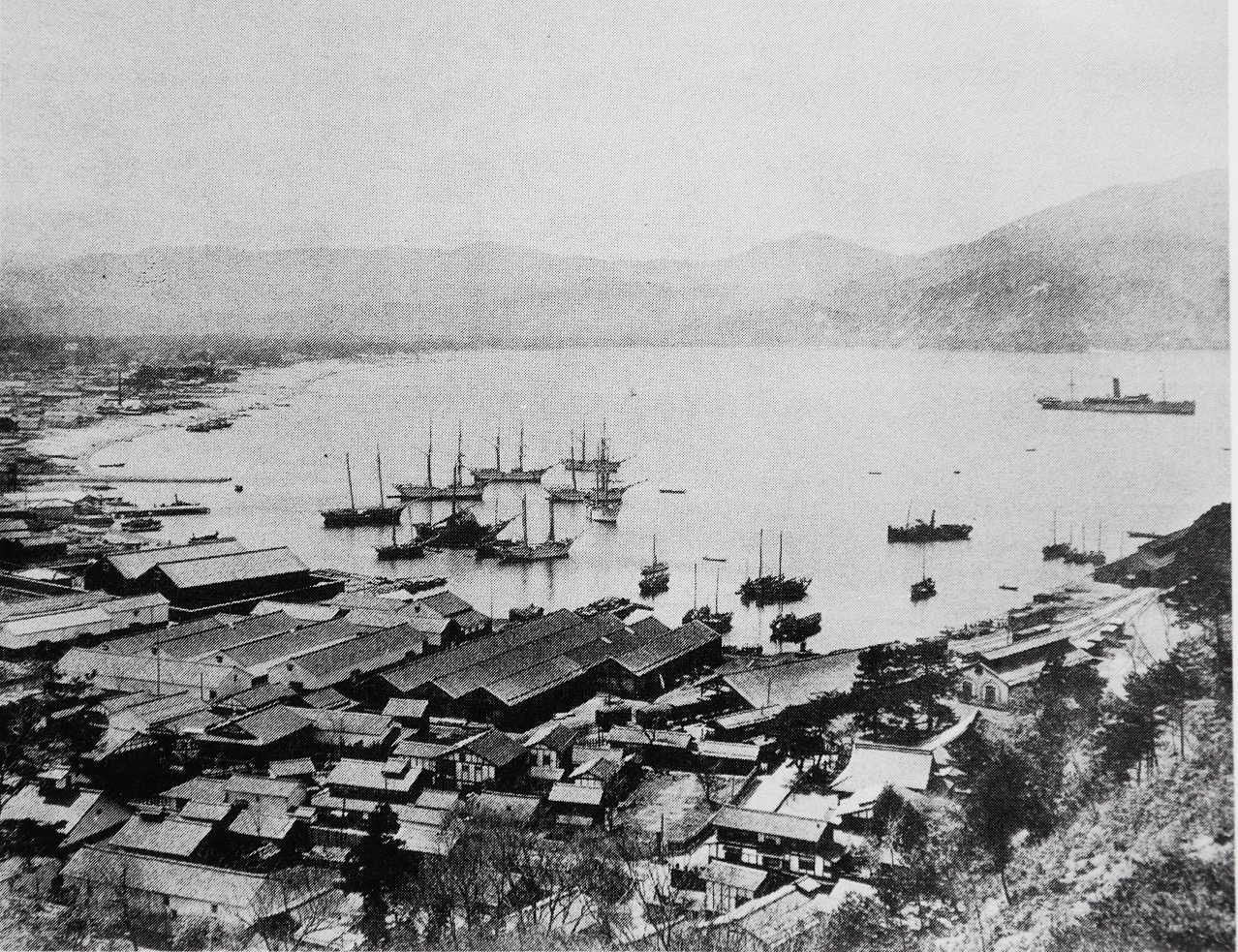
1912年の敦賀港

しかし、鉄道建設が延伸されると港は大打撃を受け、海外貿易に活路を見出すことになる。1899年（明治32年）8月4日に開港場に指定され、現在の敦賀港として開港した。当時は年間の輸出入額が一定の金額に満たないと閉港されるという条件付きの開港で、これを避けるために大和田荘七など地元有志が「外国貿易協会汽船会社」を設立し外国との貿易に力を入れた。1902年（明治35年）にはロシア帝国のウラジオストクとの間に定期船が開設され、同年の輸出額は51,000円で、前年の1645倍（前年は31円）に急増した。1907年（明治40年）に第一種重要港湾に指定され、敦賀郵便局が外国郵便交換局に指定されたことから日本からの国際郵便の大半が敦賀港を経由することになった。明治後期にはロシア領事館が開設され露義勇艦隊敦賀支店長が領事業務を兼務し、大正末にはソビエト領事館が新たに設置さて専任領事のキセリョフが赴任している。1912年（明治45年）にはウラジオストク航路に接続する国際列車が新橋駅（1914年からは東京駅）と金ヶ崎駅（1919年に敦賀港駅と改称）との間に走りだした（→ボート・トレイン・連絡運輸の項目も参照）。1916年（大正5年）の統計では、貿易総額は5600万円で、日本国内第5位であった。そのうちの約96%に相当する5400万円はロシアとの貿易によるものである。1918年（大正7年）にはロシアの作曲家プロコフィエフが米への亡命途上、敦賀港より日本に上陸した。同年、清津（朝鮮）との間に定期航路が開設されている。

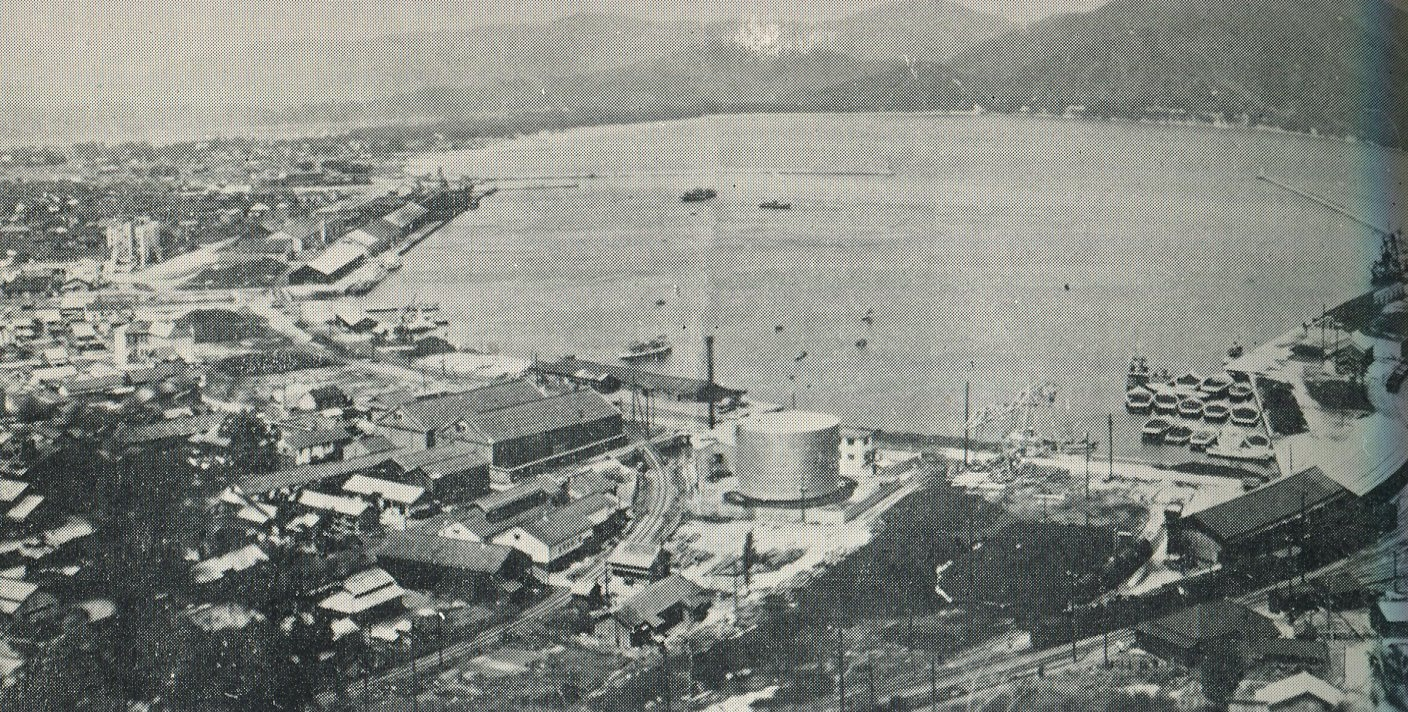
1960年前後の敦賀港

1940年（昭和15年）から1941年（昭和16年）までの間、リトアニア領事代理杉原千畝の発給した「命のビザ」によって、約6000人のユダヤ人難民がシベリア鉄道からウラジオストク経由で敦賀へ上陸した。敦賀港はユダヤ人難民以外の難民を受け入れてきたことから「人道の港」と呼ばれた。2013年（平成25年）12月にはかつて桟橋だった地点に「1920年ポーランド孤児 1940年ユダヤ難民 上陸地点」と記した銘板が埋め込まれた。
1941年（昭和16年）11月15日、敦賀港 - 清津港を結んでいた連絡船「気比丸」が朝鮮半島沖合で触雷して沈没。死者・行方不明者165人を出した。
第二次世界大戦末期の1945年（昭和20年）には繰り返しアメリカ軍の空襲にさらされた。敦賀市街地は壊滅し、敦賀港と周辺には機雷が撒かれた。戦後も影響が残って港湾機能は回復せず、機雷除去の安全宣言が出されたのは1952年（昭和27年）になった。しばらくは石炭の中継港の役割を担うにとどまっていたが、1951年（昭和26年）に港湾法による重要港湾に指定され、1957年（昭和32年）には旧ソ連との貿易も復活した。1970年（昭和45年）8月4日に北海道航路が開設されて大型フェリー「すずらん丸」が就航し、1973年（昭和48年）に川崎松栄岸壁（現コンテナバース）が完成した。1999年（平成11年）7月に開港100周年を迎え、記念事業として「つるが・きらめき・みなと博21」が開催され、あわせて金ヶ崎緑地などウォーターフロントが整備された。

## おもな施設
敦賀港は敦賀湾奥の旧笙の川河口周辺を起源としているが、現行の敦賀港の区域は、敦賀半島が先端部で大きく南東へ垂れ下がった地形の先にある明神崎と、ほぼその延長上に位置し越前海岸側から湾へ突き出ている松ヶ崎を結んだ直線より南西側としており、敦賀湾の面積の約半分を占める。
主要施設が多く以下で詳述する本港・新港地区のほか、両地区から気比松原を隔てて西側になる井の口川河口周辺に位置し木材加工場（永大産業敦賀事業所）と直結する貯木場や公共マリーナがある花城（はなじり）・井の口地区、かつては独立した漁港であったいくつかの漁船係留岸壁、湾上の検疫・投錨区域、北部に浮かぶ水島の桟橋、さらには明神崎内側の最北端に位置し、湾奥から10km以上の距離にある日本原子力発電（日本原電）敦賀発電所専用岸壁も港内施設に含まれる。
開港機能のうち、大阪検疫所敦賀出張所が非常駐官署（連絡先は大阪本所）であるほか、名古屋出入国在留管理局福井出張所（福井市）、名古屋植物防疫所伏木富山支所（富山県高岡市・伏木富山港）など敦賀市に所在しない官署が関係し、国際出入港に際しては必要に応じ出張対応となる場合がある。なお、敦賀港は動物検疫所対象品目（動物及び畜産物の一部）輸出入の指定は受けていない。

### 本港地区

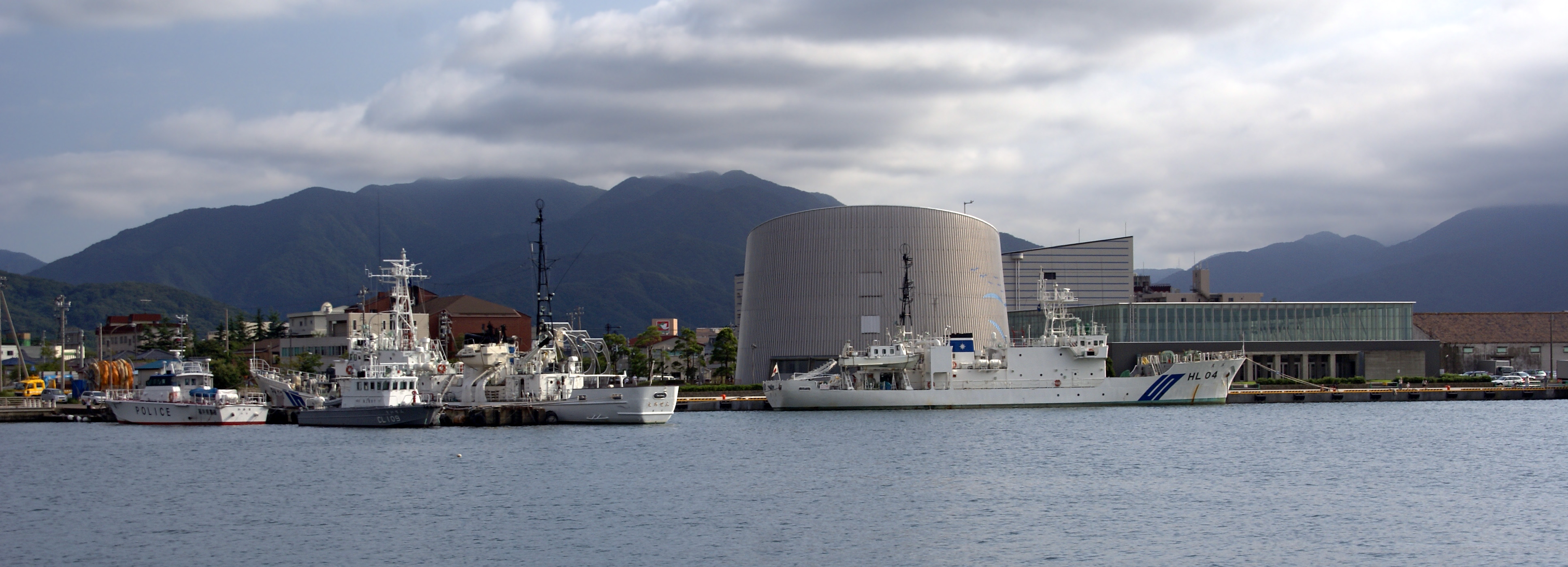
金ヶ崎緑地から望む本港地区の天満桟橋と桜E岸壁

敦賀港のシンボル地区で、ウォーターフロントにはきらめきみなと館や旧敦賀港駅舎、赤レンガ倉庫、倉庫群、三国港・越前漁港・小浜漁港とともに越前がにの水揚げを行う魚市場など、港町敦賀を代表する施設が集積する。本港地区はみなとオアシスの登録をしていて、金ヶ崎緑地を代表施設とするみなとオアシス敦賀として交流拠点ともなっている。なお、現在進められている鞠山南地区(新港地区)複合一貫輸送ターミナル整備事業(2027年度完了予定)完了時には、川崎・松栄B・C岸壁はクルーズ客船向け岸壁、蓬莱G・H・I岸壁、桜E岸壁は廃止、金ヶ崎C岸壁、金ヶ崎D岸壁はバルク船向け岸壁になる予定である。
- 敦賀港湾合同庁舎
  - 大阪税関敦賀税関支署
  - 国土交通省中部運輸局福井運輸支局敦賀庁舎
  - 第八管区海上保安本部敦賀海上保安部
- 敦賀地方合同庁舎
  - 国土交通省北陸地方整備局敦賀港湾事務所
- 福井県嶺南振興局敦賀港湾事務所
- 金ヶ崎C岸壁 - 岸壁延長170m、水深10.0m
- 金ヶ崎D岸壁 - 岸壁延長130m、水深7.5m、近海郵船博多航路
- 天満桟橋 - 岸壁延長68m、水深5.0m、官公庁船専用（敦賀海上保安部、福井県警察水上警察隊）
- 桜E・F岸壁 - 岸壁延長180m、水深5.5m
- 蓬莱G・H・I岸壁 - 岸壁延長390m、水深7.5m
- 港大橋
- 川崎・松栄A岸壁 - 岸壁延長200m、水深7.5m
- 川崎・松栄B・C岸壁 - 岸壁延長370m、水深-10.m
- コンテナヤード
- 川崎桟橋 - 岸壁延長32m、水深3.0m
- 船溜物揚場 - 岸壁延長246m、水深3.0m
- 川崎・松栄北・東・南物揚場 - 岸壁延長865m、水深4.0m

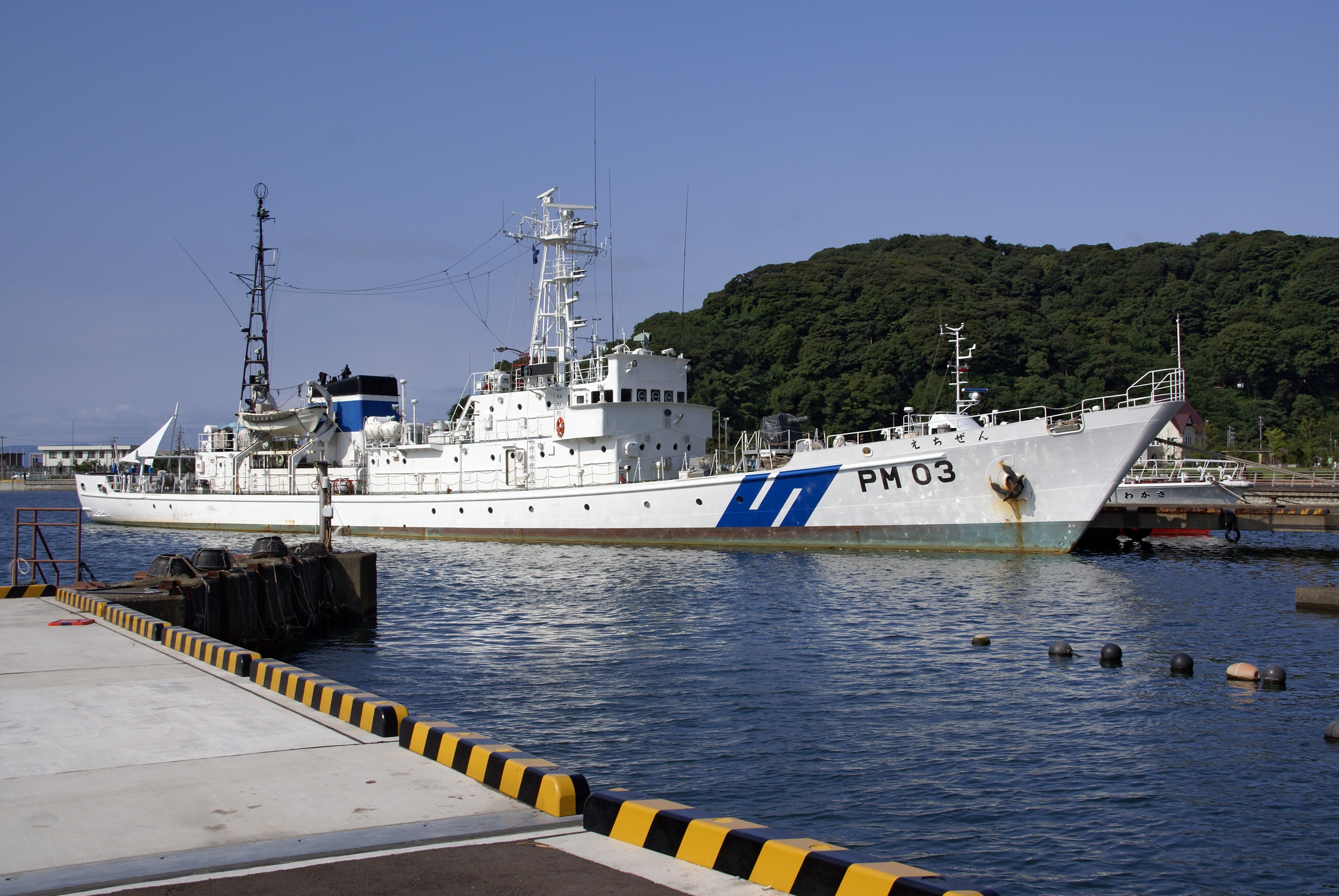
天満桟橋、接岸する「えちぜん」
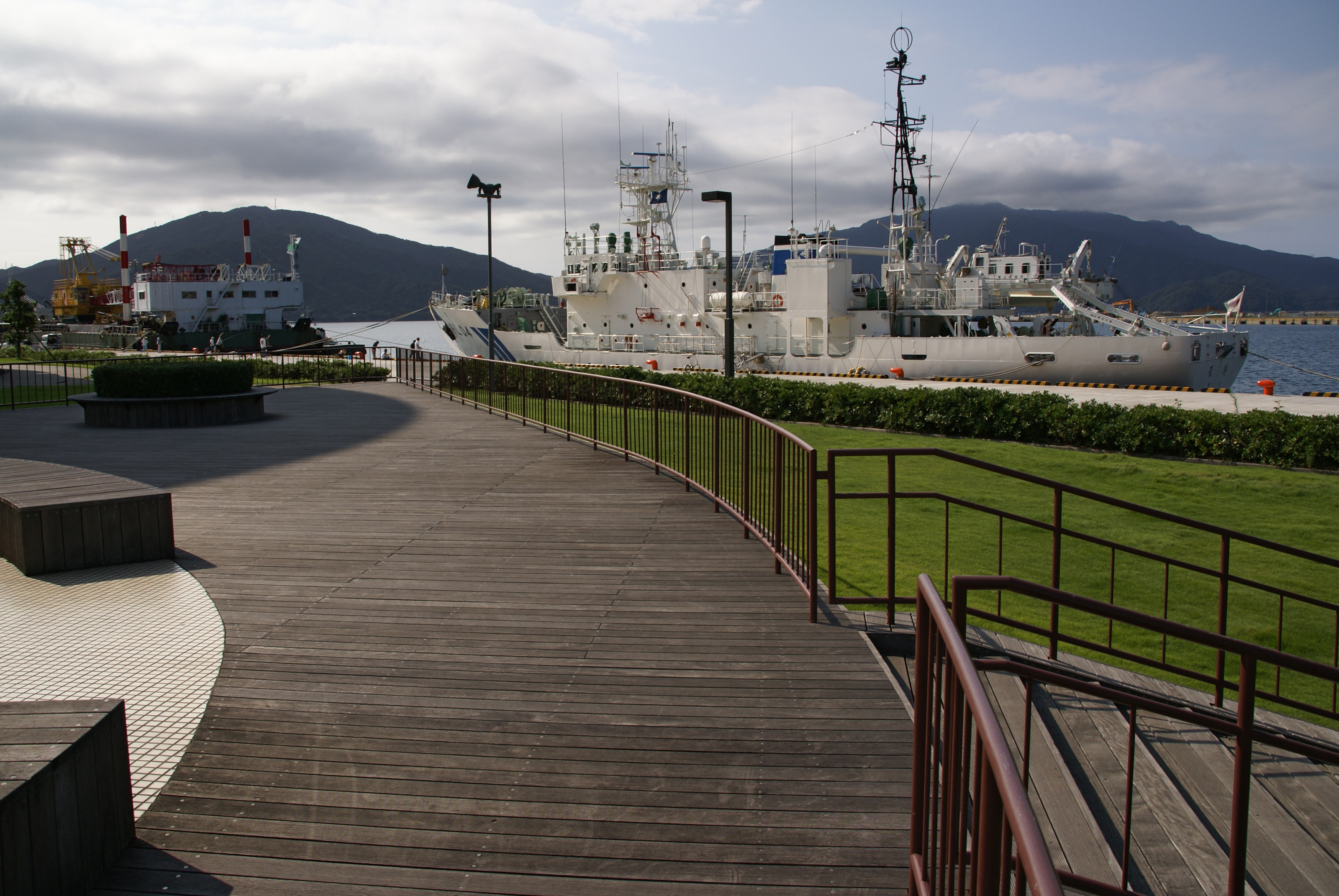
桜E・F岸壁
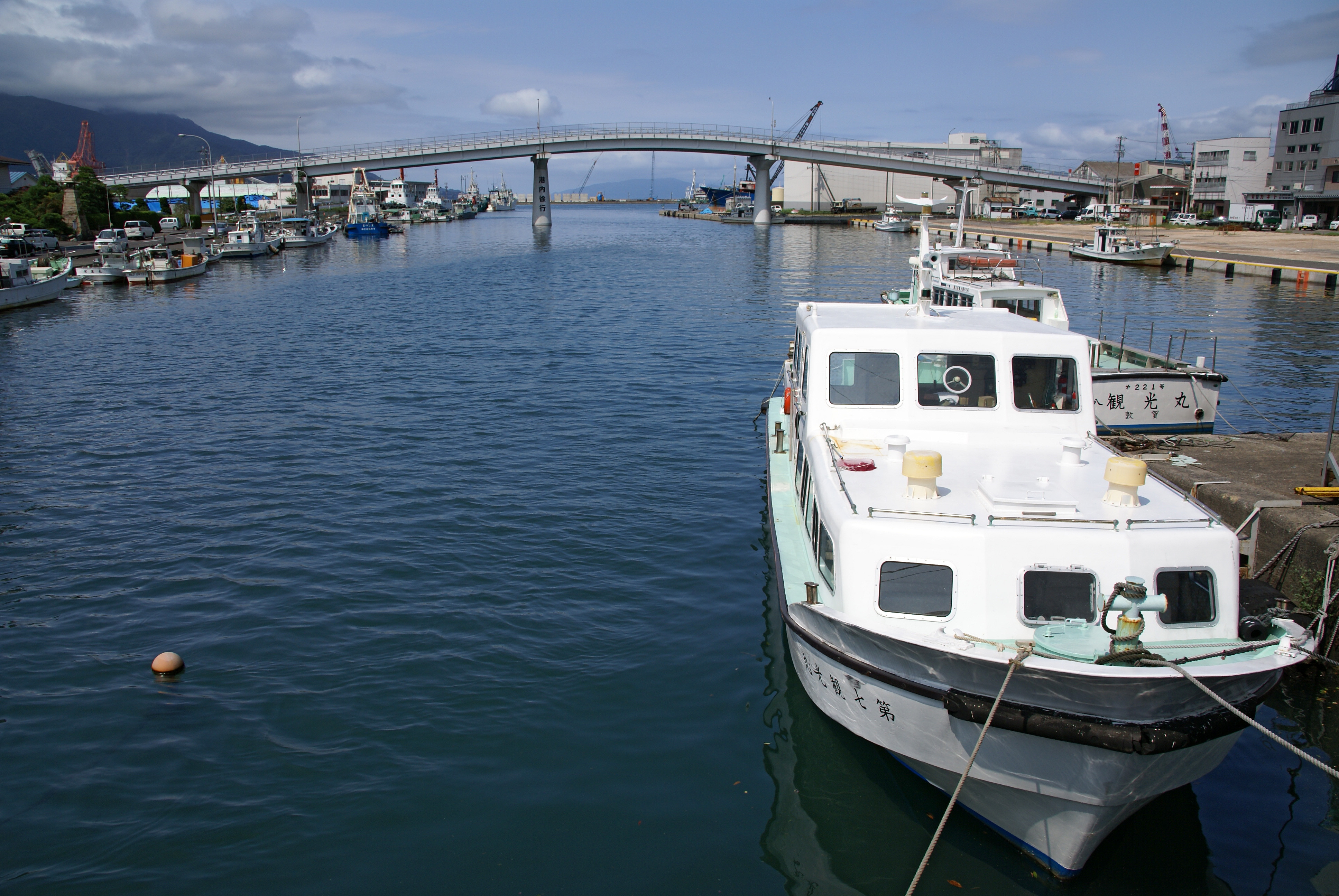
港大橋付近

### 新港地区

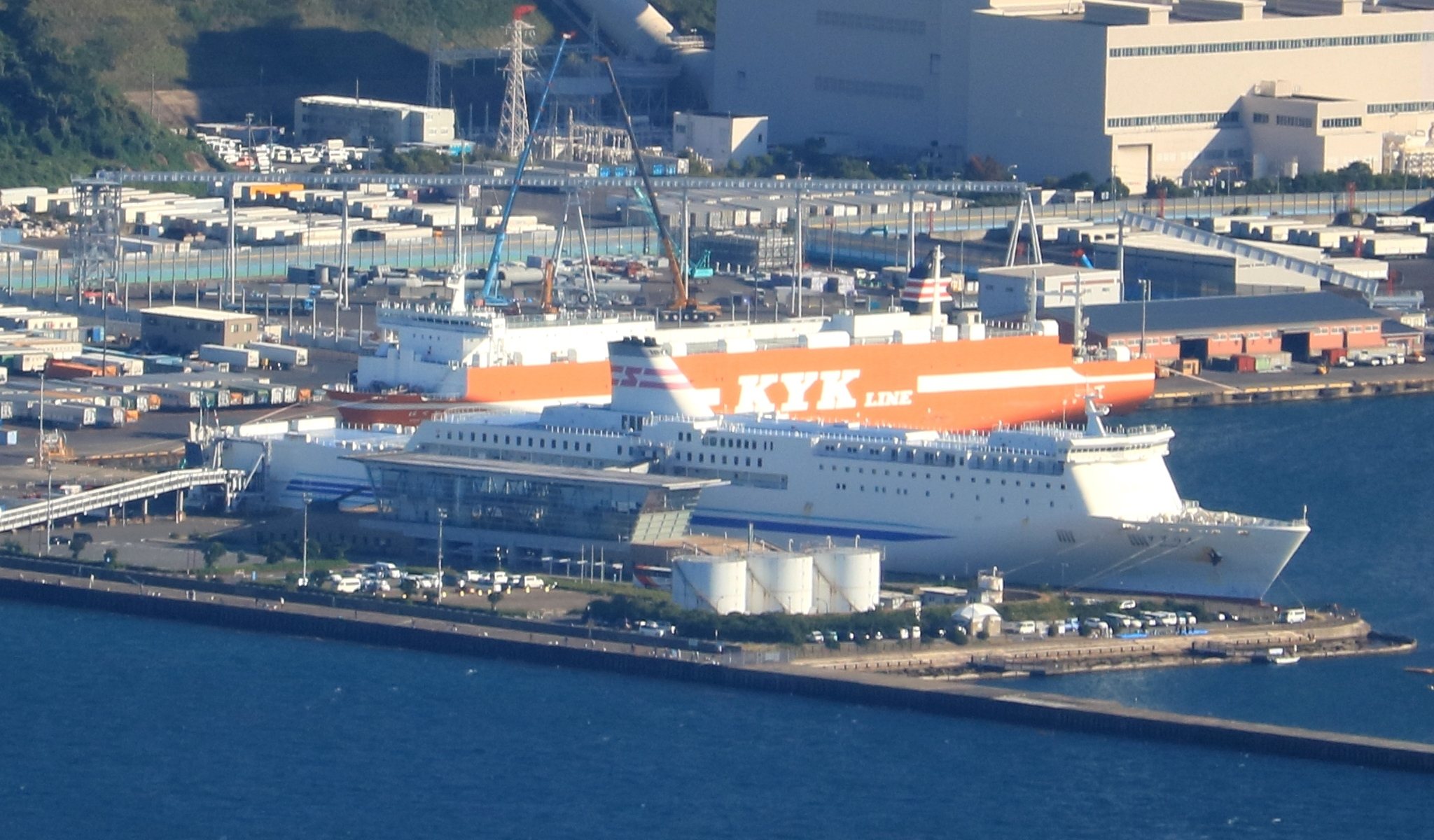
敦賀新港（敦賀フェリーターミナル）に停泊中の新日本海フェリーのすずらん (フェリー・2代)

敦賀新港（つるがしんこう）は、敦賀港のうち鞠山地区の通称であり、現在は実質的に新日本海フェリー敦賀フェリーターミナルの通称である。1996年（平成8年）6月にフェリーターミナルが同市川崎町から同市鞠山へ移転。同時に敦賀 - 小樽（現在は苫小牧に変更）航路に4代目「すずらん」・初代「すいせん」が就航した。近畿地方各地への便もよい点から、北海道へバイクや自家用車の旅行のほか、物流でも利用が多い。このほか、大型のクルーズ客船や海上自衛隊の護衛艦も停泊することがある。現在、フェリーターミナル南側（鞠山南地区）で「多目的国際ターミナル」の整備が進められており、完成すると水深14mで5万トン級の大型船舶が接岸できるようになり、近海郵船苫小牧航路と博多航路が即日接続可能となる予定である。
- 鞠山北A岸壁 - 岸壁延長130m、水深8.0m、近海郵船苫小牧航路
- 鞠山北B岸壁 - 岸壁延長240m、水深12.0m、近海郵船苫小牧航路
- 鞠山北C岸壁 - 岸壁延長240m、水深12.0m
- 鞠山北D岸壁 - 岸壁延長240m、水深9.0m、フェリーターミナル
  - ターミナル棟は北海道への架け橋をコンセプトとし、外壁は1階を石積み・2-3階をガラス張りとし2-3階は吹き抜け構造でカウンター・多目的ホール・レストランを備えた[24]。
- 北陸電力敦賀セメント共用岸壁 - 岸壁延長280m、水深14.0m
- 敦賀セメント北陸電力共用岸壁 - 岸壁延長250m、水深10.0m

### 海上の安全
敦賀港を含めて、越前岬から常神岬までの海岸線を第八管区海上保安本部敦賀海上保安部が直轄するほか、福井海上保安署（坂井市、石川県境以南から越前岬以北まで）と小浜海上保安署（小浜市、京都府境以東から常神岬以西まで）を配下に置いて、福井県沿岸一帯を管轄している。

### 鉄道貨物との連携
かつては日本貨物鉄道（JR貨物）の貨物駅として敦賀港駅が存在した。のちに同駅は敦賀港新営業所（敦賀港ORS）に変更され、トラック便が発着していたが、これも2025年3月に廃止となった。

## 定期航路

### 貨物
定期航路は2022年時点。
コンテナ船
- 釜山 - 境港 - 金沢 - 敦賀 - 舞鶴 - 釜山（高麗海運、週1便）[28]
- 釜山 - 釜山新港 - 敦賀 - 釜山（興亜海運・長錦商船、週1便）
- 阪神（神戸）- 敦賀 - 舞鶴 - 境港 - 阪神（神戸）（井本商運、週1便）

RO-RO船
- 釜山新港 - 敦賀 - 馬山 - 釜山新港（パンスターライン、週2便）
- 敦賀 - 苫小牧（近海郵船、週6便）
- 敦賀 - 博多（近海郵船、週6便）

日本海側の港湾で唯一、北海道と九州の両方向へ内航定期航路を有し、船間の車両積替により苫小牧→博多を45時間30分、博多→苫小牧を51時間で結んでいる。

### 旅客
いずれも新日本海フェリーが運航している。運航ルートは2022年時点。
- 敦賀 - 苫小牧（苫小牧東港）※毎日運航
- 敦賀 - 新潟（新潟港） - 秋田（秋田港） - 苫小牧（苫小牧東港）※週1回運航
- 敦賀 - 小樽（小樽港）※特定日のみ運航

## 周辺の施設
太字は、みなとオアシス敦賀として登録されている施設などを表す。
- 敦賀港ウォーターフロント
  - 敦賀赤レンガ倉庫
  - 金ヶ崎緑地
  - 旧敦賀港駅舎
  - きらめきみなと館
  - 人道の港 敦賀ムゼウム[12][13]
  - 洲崎の高灯籠
  - 旧敦賀港駅ランプ小屋（登録有形文化財）[30]
- 金崎宮
- 金ヶ崎城跡
- 敦賀市立博物館
- みなとつるが山車会館
- 紙わらべ資料館
- 気比松原
- 氣比神宮

### その他の施設
- 北陸電力敦賀火力発電所（新港地区）
- 敦賀セメント（新港地区）

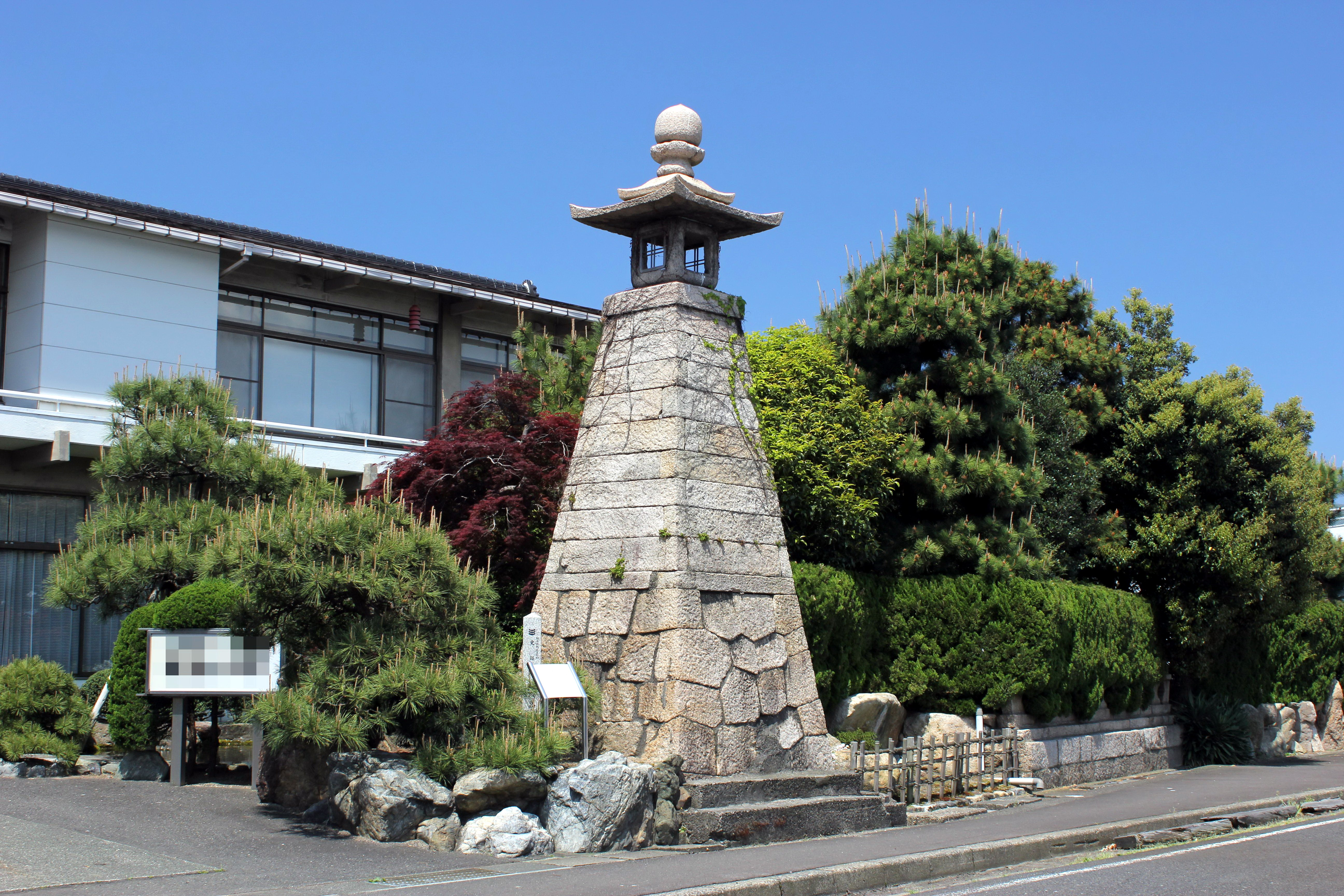
洲崎の高灯籠
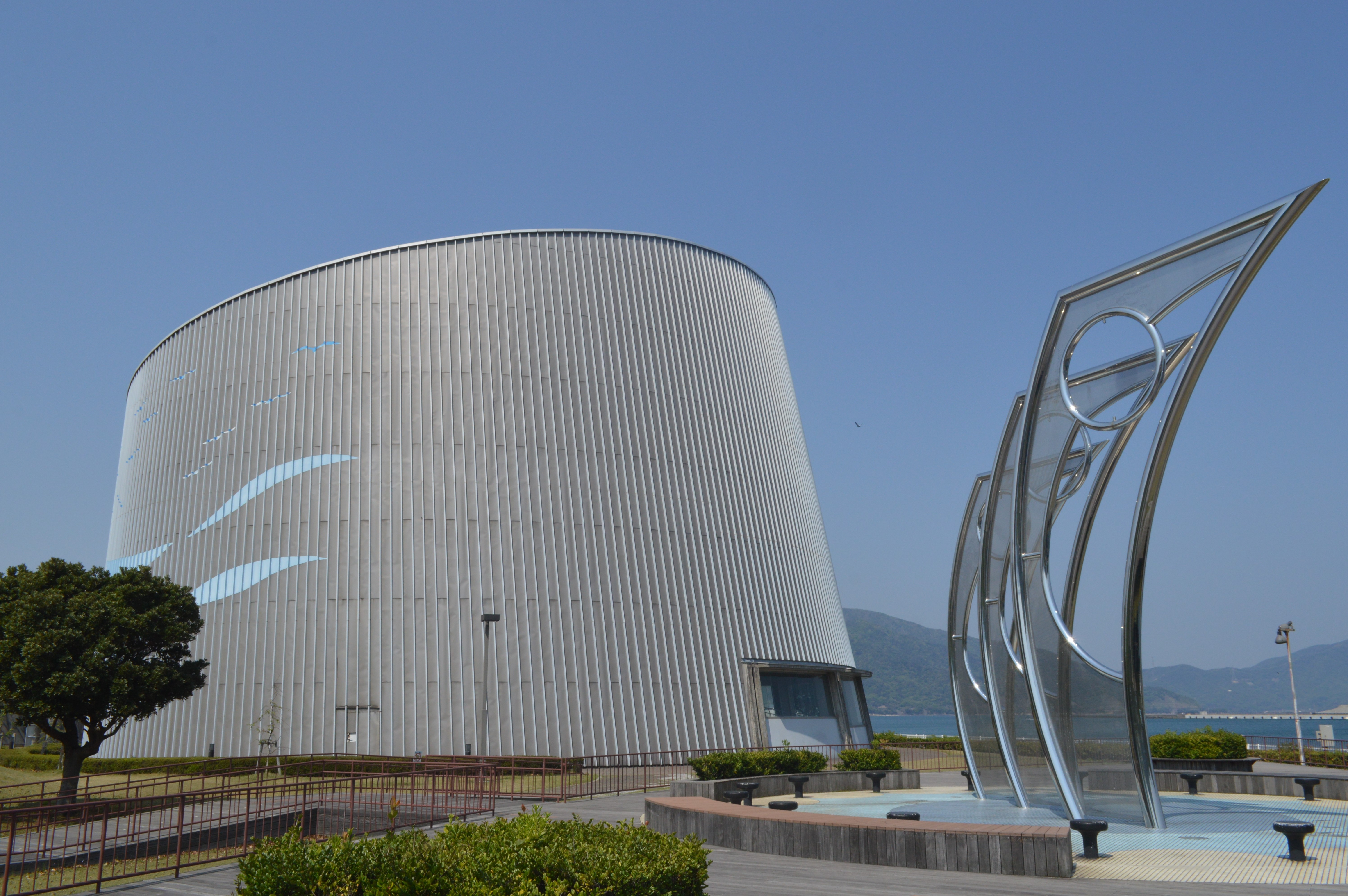
北前船の帆をモチーフとした南シンボルモニュメントときらめきみなと館
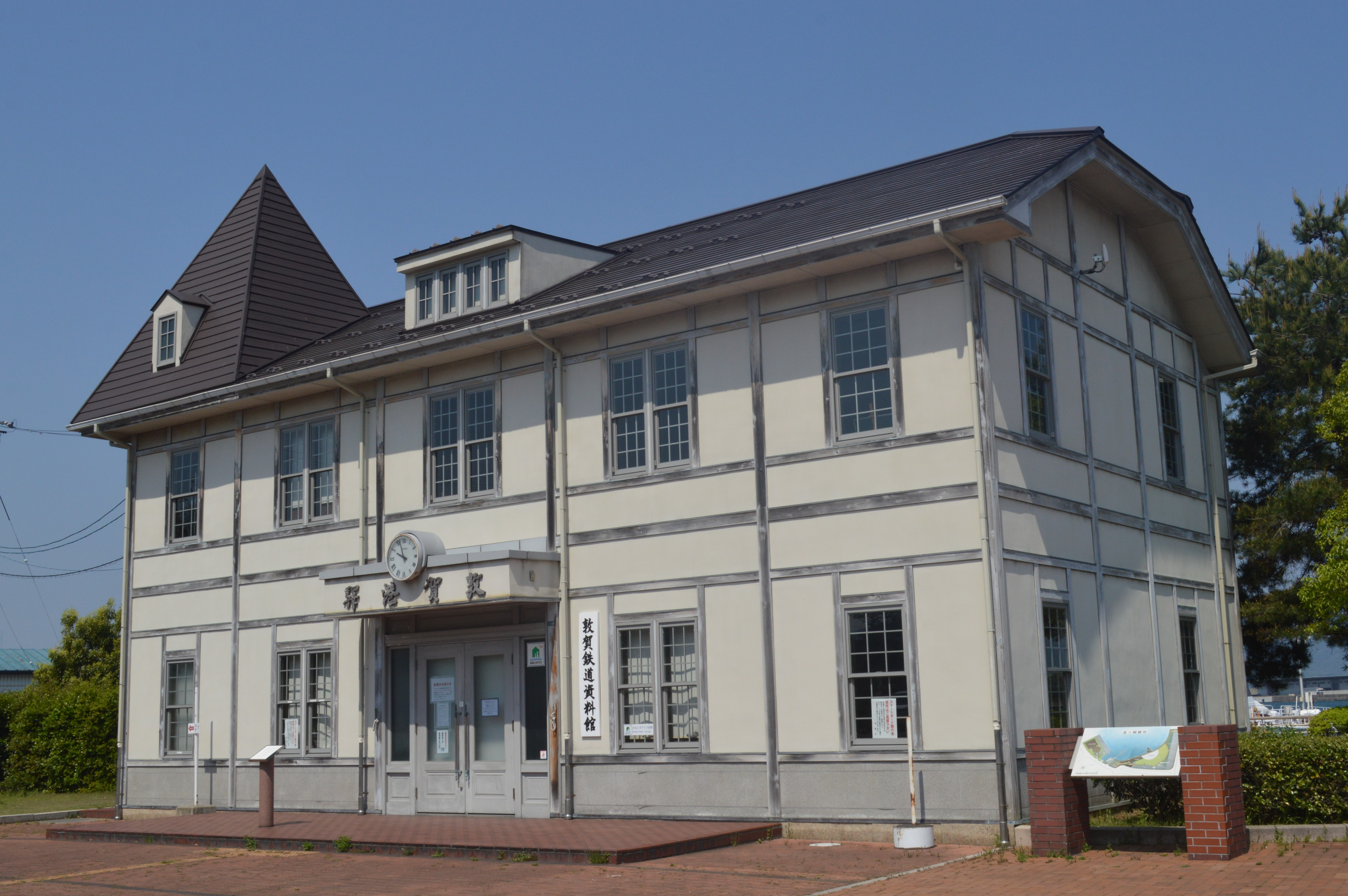
旧敦賀港駅舎

## 交通
- 国道8号（敦賀バイパス）田結ランプ
- E8 北陸自動車道 敦賀インターチェンジ
- 北陸本線・北陸新幹線・小浜線・ハピラインふくい線 敦賀駅

## 近隣の主要港湾
- 福井港
- 舞鶴港

## 姉妹港・友好港
- ボストチヌイ港（ロシア連邦 沿海地方） - 1977年（昭和52年）9月7日姉妹港締結